# Unterzell (Dasing)
Koordinaten: 48° 23′ N, 11° 1′ O

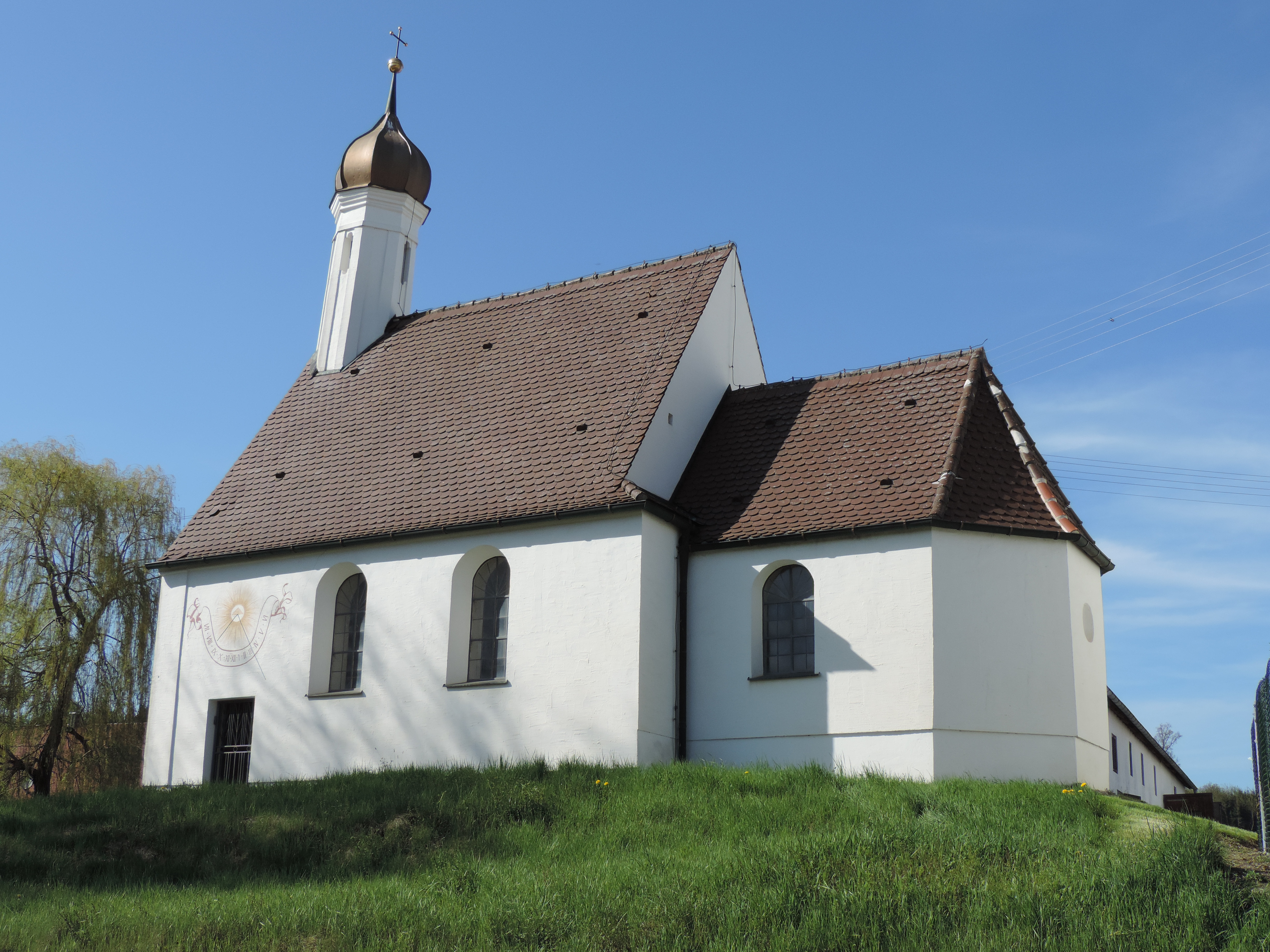
Kapelle St. Nikolaus

Unterzell ist ein Ortsteil der Gemeinde Dasing im Landkreis Aichach-Friedberg (Bayern).

## Lage
Der Weiler befindet sich an der Kreisstraße AIC 23 am Unterzeller Bach, einem linken Zufluss der Paar. 

## Gemeinde
Unterzell gehörte bis 30. Juni 1972 zur Gemeinde Haberskirch und wurde mit dieser nach Stätzling eingegliedert. Zum Abschluss der Gemeindegebietsreform wurde die Gemeinde Stätzling zum 1. Mai 1978 fast vollständig in die Stadt Friedberg eingegliedert, nur Unterzell wurde mit gleicher Wirkung in die Gemeinde Dasing umgegliedert.

## Sehenswürdigkeiten
- Katholische Kapelle St. Nikolaus

Siehe auch: Liste der Baudenkmäler in Unterzell